# Bonatea saundersioides
Bonatea saundersioides là một loài thực vật có hoa trong họ Lan. Loài này được (Kraenzl. & Schltr.) Cortesi mô tả khoa học đầu tiên năm 1905.